# Sirio Giannini
Sirio Giannini (Seravezza, 28 marzo 1925 – Firenze, 26 gennaio 1960) è stato uno scrittore italiano.

## Biografia
Fu uno scrittore autodidatta. All'età di quindici anni infatti, abbandonati gli studi regolari dopo la scuola tecnica, intraprese il mestiere di meccanico. Altre esperienze contribuirono a fargli conoscere la fatica del lavoro manuale, come quelle di renaiolo nel fiume Versilia e successivamente, durante la seconda guerra mondiale, di bracciante agricolo nella pianura Padana. 
L'attività di scrittore iniziò intorno ai vent'anni. Negli anni '50 esercitò anche l'attività di informatore scientifico per ditte farmaceutiche. Si interessò inoltre di cinema. 
Le sue opere, ispirate alle tematiche e ai canoni del neorealismo, gli procurarono presto l'amicizia e la stima di Cesare Zavattini. Morì nel gennaio 1960 a trentacinque anni non ancora compiuti, fra lo sgomento della famiglia e degli amici, in seguito a un'operazione chirurgica per l'asportazione di una cisti nel mediastino, eseguita in una clinica fiorentina.

## Le pubblicazioni
Alla fine del 1959 erano stati pubblicati nella collana La Medusa degli Italiani dell'Editore Mondadori due suoi libri di narrativa: nel 1953 Prati di fieno, una raccolta di racconti ispirati alla vita dei campi nella pianura padana, nel 1958 La valle bianca, romanzo ambientato nel bacino marmifero delle Alpi Apuane ed ispirato al duro e pericoloso lavoro dei cavatori. Al momento della scomparsa era in attesa di ricevere dal suo Editore notizie in merito alla pubblicazione di un secondo romanzo, Dove nasce il fiume, testimonianza viva e palpitante dello spopolamento della montagna negli anni cinquanta, che non risparmiò neppure l'Alta Versilia e che egli conobbe molto bene come amministratore del suo comune di nascita, Seravezza. Il romanzo, pronto per la pubblicazione, uscirà presso altro editore.

## Altri lavori
Oltre alle opere ricordate, Giannini lasciò numerosi altri racconti e lavori letterari, dei quali molti pubblicati su giornali e riviste, ma anche inediti o appena abbozzati, frutto di un tenace lavoro che andò via via intensificandosi quando ebbe piena consapevolezza della propria innata predisposizione alle lettere. Alla modesta cultura scolastica sopperì con il forte desiderio di sapere e conoscere, sorretto in ciò da una non comune capacità di osservare gli uomini e le cose e dalle singolari esperienze vissute, in particolare quella di bracciante agricolo durante il soggiorno nella campagna parmense, dove con la famiglia aveva trovato accoglienza fin dal luglio 1944, allorché i tedeschi ordinarono lo sfollamento della zona apuo-versiliese per organizzarvi la Linea Gotica. Determinante fu per lui anche la conoscenza dell'ambiente locale e delle esperienze di vita e di lavoro del padre Gino, per molti anni addetto al trasporto al piano dei marmi estratti nelle cave della montagna come dipendente delle Tranvie Alta Versilia, e dei propri amici cavatori di Seravezza. Con questi trascorse tra l'altro un'irripetibile stagione culturale ricca di iniziative e intense discussioni di letteratura, cinema e politica. Arricchì inoltre la sua cultura con la lettura delle grandi opere delle letterature mondiali, privilegiando quelle degli scrittori del verismo e del neorealismo, italiani e stranieri.

## La Critica
Nonostante le sue iniziali incertezze di scrittore, la critica apprezzò subito la qualità del suo lavoro, annoverandolo fra i giovani narratori italiani più promettenti del suo periodo. Già nel 1949, con il racconto Binario morto aveva vinto il secondo premio indetto dalla rivista bolognese Sodalizio; nel 1951 vinse il premio letterario Lavoratori Apuani a Marina di Massa. Ma il successo della sua opera ebbe sicura consacrazione nel 1956, con la vincita di due premi letterari importanti: il Premio Firenze, che gli fu assegnato per Prati di fieno ex aequo con Paolo Marletta e il Premio Hemingway per il romanzo La valle bianca, allora inedito. Per il cinema, altra sua passione, scrisse soggetti e sceneggiature, che cercò spesso di realizzare con documentari, in collaborazione con amici e cultori del settore. Da ricordare in particolare è il documentario I cavatori, ispirato a una poesia dell'amico poeta-cavatore Lorenzo Tarabella, che egli realizzò come sceneggiatore e regista e che fu premiato nel 1961 con l'Airone d'oro nel XII Concorso Nazionale di Montecatini Terme del film a passo ridotto.

## Gli enti dedicati a Giannini
A Sirio è intitolata la Biblioteca Comunale di Seravezza (presso il Palazzo Mediceo), un Circolo Culturale che opera dal 1986 con lo scopo di promuovere attività legate alla letteratura italiana e soprattutto di portare l'opera di Sirio Giannini al di fuori dei confini locali, affinché venga riconosciuto il suo merito artistico nell'ambito nazionale. Il Circolo ha avuto recentemente l'occasione di festeggiare il 50º anniversario della morte dello scrittore seravezzino e di dare alle ristampe alcune sue opere ("Prati di fieno" e "I racconti") a cura di Polistampa Firenze. Nel 2011 è stato fondato anche un Centro Studi intitolato a Sirio, il CISESG - Centro Internazionale di Studi Europei Sirio Giannini.

## Opere
- Prati di fieno, Mondadori, Milano, 1953; ristampe successive: Biblioteca Comunale, Seravezza, 1971; ETS Editrice, Pisa, 1989; Polistampa, Firenze, 2010;
- La valle bianca, Mondadori, Milano, 1958; ristampe: Massimiliano Boni, Bologna, 1981; Polistampa, Firenze, 2010; edizione tedesca: Das weiße Tal, Progress Verlag, Düsseldorf, 1959;
- I racconti, Biblioteca Comunale, Seravezza, 1971; ristampa: Polistampa, Firenze, 2010;
- Dove nasce il fiume, Massimiliano Boni, Bologna, 1971;  ristampa: Vallecchi Editore, Firenze, 1993.

## Inediti ed altre pubblicazioni
- "Il feudo" (1954)
- "Passo del Sella" (1954)
- "L'ultimo inverno" (1954)
- "Bichini rosso" (1959)
- "I cavatori", cortometraggio cinematografico (1959)
- "Ricordo di Sirio Giannini, 50º anniversario" (2010, Supplemento alla rivista "Il Crocevia")